# دازایفو، فوکوئوکا
دازایفو در استان فوکوئوکا در کشور ژاپن واقع شده است که دارای جمعیت ۶۸٬۵۶۱ نفر و مساحت ۲۹٫۵۸ کیلومتر مربع با تراکم جمعیت ۲٬۳۱۸ نفر در کیلومترمربع است و در تاریخ ۱ آوریل ۱۹۸۲ به عنوان شهر شناخته شد.